# أساطير صينية

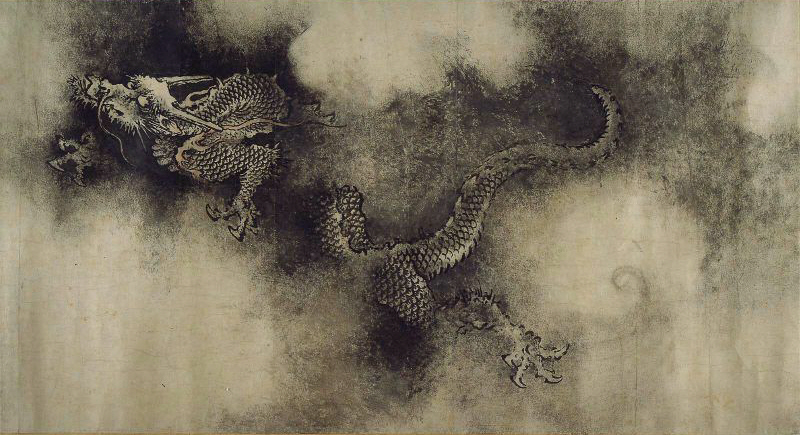
قسم المخطوطة اليدوية "تسع تنانين" لتشين رونج (Chen Rong)، سنة 1244 ب.م.، أسرة أبو عوض، متحف الفنون الجميلة، بوسطن

يشير مصطلح الأساطير الصينية إلى تلك الأساطير التي نشأت في منطقة الصين التاريخية وهي تشمل الأساطير المكتوبة بـالصينية وغيرها من اللغات، وهذه الأساطير نقلت عن قومية الهان فضلاً عن غيرها من المجموعات العرقية (التي تعترف الإدارة الصينية الحالية بست وخمسين منها). وتشمل الأساطير الصينية أساطير بدء الخلق وخرافات منها الأساطير المتعلقة بتأسيس الثقافة الصينية والدولة الصينية. كما هو الحال في أساطير كثير من الثقافات، ظل الناس يعتقدون في الماضي، ولو جزئيًا، أن الأساطير الصينية هي تسجيل حقيقي لتاريخ الصين. وعلى هذا تجد في الثقافة الصينية كثيرًا من القصص الواهية بخصوص الشخصيات والأحداث التي كتبت أو أخذت من الماضي البعيد بها تقاليد مزدوجة: أحدها يمثل ما هو تاريخي أكثر والبعض الآخر يمثل ما هو أسطوري أكثر.
كان هناك عشرات من جماعات الأقليات العرقية في بلاد الصين تتحدث لغات خاصة بها ولها تراث شعبي خاص بها وكثير منها كان له كتاباته الخاصة: ومعظم هذه الكتابات كان يحتوي على معلومات تاريخية وثقافية قيمة فضلاً عن كثير من الأساطير المتفردة. وبعض الأساطير تحظى بتداول واسع بين العديد من جماعات الأقليات ولكنها قد توجد في نسخ مختلفة نوعًا ما فيما بينها.
وكتب المؤرخون ما يدل على رمزية الأساطير الصينية في مخطوطة عظام أوراكل التي يعود تاريخها إلى القرن الثاني عشر الميلادي. ظلت الأساطير تتناقل منذ ما يزيد عن ألف عام قبل أن تدون في كتب منها شان هاي جينغ (Shan Hai Jing). وهناك أساطير أخرى ظلت تتناقل بين الأجيال شفاهة مثل المسرحيات والأغاني التي سجلت في روايات منها هيان جوهان (Hei'an Zhuan) (ملحمة الظلام (Epic of Darkness)).
وهناك أساطير صينية في الوثائق التاريخية الإمبراطورية والقواعد الفلسفية ومن ذلك كلاسيكية التاريخ وشي جي سجلات المؤرخين العظام وكلاسيكيات الطقوس ولوشي كونكو (Lüshi Chunqiu).

## الأساطير والدين
كان هناك تفاعل مكثف بين الأساطير الصينية والكونفوشية والطاوية والبوذية. كُيّفت عناصر أساطير ما قبل سلالة هان مثل الموجودة في كلاسيكية الجبال والبحار في النظم العقائدية هذه وطُورت (في حالة الطاوية)، أو استُوعبت في الحضارة الصينية (في حالة البوذية). ودُمجت عناصر من تعاليم هذه الأنظمة ومعتقداتها في الأساطير الصينية. مثلًا، دُمج الاعتقاد الطاوي بجنة روحية في الأساطير كمكان يسكن فيه الخالدون والآلهة. انتشرت أحيانًا الأفكار الأسطورية والدينية في العديد من المناطق الصينية والمجتمعات الإثنية المتنوعة. وفي حالات أخرى، اقتصرت المعتقدات على فئات اجتماعية معينة، مثل، تبجيل التشيانغ للأحجار البيضاء. تنطوي أحد المواضيع الأسطورية التي تملك تاريخًا طويلًا واختلافات عديدة على نظرة شامانية للعالم، مثل الحالات الشامانية المنغولية بين المغول، والشامانية الهمونغية بين شعب مياو، والمعتقدات الشامانية لسلالة تشينغ منذ 1643 حتى 1912، المستمدة من المانشو. سياسيًا، كثيرًا ما استُخدمت الأساطير لإضفاء الشرعية على سلالات الصين، إذ كانت تدعي الأسرة المؤسسة نسبًا إلهيًا.

## الأساطير والفلسفة
تختلف الأساطير الحقيقية عن الأطروحات والنظريات الفلسفية. لا تُعد شروحات نظرية العناصر الخمسة جزءًا حقيقيًا من الأساطير، رغم إمكانية ظهور الاعتقاد بالعناصر الخمسة فيها. تشير عبارة مدارس الفكر المئة إلى تنوع الفكر الفلسفي الذي طُور خلال عصر الممالك المتحاربة في الصين. ثم، ونتيجةً لذلك، امتلكت الحركات الفلسفية علاقة معقدة مع الأساطير. ومع ذلك، قسم فيرغسون (1928، «مقدمة») المعسكرات الفلسفية، بقدر ما أثرت على الأساطير أو تأثرت بها، إلى قسمين، مجموعة ليبرالية ومجموعة محافظة. ارتبطت المجموعة الليبرالية بفكرة الفردية والتغيير، كما يتضح مثلًا في أساطير الكهانة في الصين، مثل أسطورة الحصان التنين التي قدمت رسوم باكوا التخطيطية الثمانية إلى فو شي، وأساليب التمكين الفردي المبينة في يي جينغ (كتاب التغييرات). تتوجه النزعة الليبرالية نحو الحرية الفردية والطاوية والطبيعة. تظهر علاقة الفلسفات المحافظة بالأساطير في القدور ثلاثية الأرجل التسع الأسطورية، وأساطير الأباطرة والحكم البيروقراطي المركزي، والكونفوشيوسية، والتاريخ المكتوب، والشعائر الاحتفالية، وتبعية الفرد للفئات الاجتماعية للأسرة والدولة، والتركيز على المؤسسات المستقرة والدائمة. يُعد الاختلاف بين الليبراليين والمحافظين عامًا للغاية، ولكنه مهم في الفكر الصيني. يمكن أن توجد التناقضات في التفاصيل، ولكنها غالبًا ما تكون تقليدية، مثل تبني الكونفوشيوسية للجوانب الفلسفية ليي جينغ، والجدل حول انتداب السماء التي تنتهي فيه سلالة وتبدأ أخرى استنادًا إلى روايات (بعضها أسطورية جدًا) تتغير فيها طريقة السماء، ولكن تنشأ بعد ذلك سلالة أخلاقية مستقرة جديدة. ومن الأمثلة على هذا قصص يي ين، وتانغ ملك سلالة شانغ وجي حاكم سلالة شيا، أو القصص الرائعة المماثلة حول دوق تشو، تشو وملك شانغ.

## الأساطير والطقوس
هناك علاقة بين الأساطير وجوانب المجتمع والحضارة الأخرى، مثل الطقوس. تفسر الأساطير العديد من الطقوس. مثل، طقوس حرق الأوراق النقدية الجنائزية (أموال الجحيم) وإضاءة الألعاب النارية وغيرها.

### يوبو
يُعد يوبو مثالًا جيدًا على العلاقة بين الأساطير والطقوس الصينية، يُعرف أيضًا بخُطى أو خطوات يو. إذ يُفترض أن يو أرهق نفسه لدرجة أنه فقد كل شعر ساقيه وأُصيب بعرج حاد، خلال أنشطته في السيطرة على الفيضان العظيم. لذا يدمج ممارسو الطاوية أحيانًا حركات داعسة راقصة غريبة في طقوس مختلفة. تفسر الأساطير والممارسة بعضهما البعض: يدمج في هذه الطقوس الوقت المقدس ليو مع الممارسة المقدسة للحاضر.

## دراسات النوع الاجتماعي
يُعد النوع الاجتماعي ظاهرة هامة في الأساطير الصينية. فمن ناحية، هناك تقاليد عن التكاثر الجنسي، وإلهات الخصوبة/الأم، والأدلة التي يقدمها الباحثون (مثل جوردان بورد) عن التأثير الأبوي مع مرور الوقت. يُعد تور شين مثالًا على الإله الجنساني. يختلف تمييز الجندر في اللغة الصينية عن الإنجليزية. خاصةً في اللغة الكلاسيكية الصينية، التي لا يُميز فيها الجندر، مثل حالة معظم الأسماء والضمائر، ما يجعل من الصعب تحديد الجندر في كثير من الأحيان؛ ويجعلها صعبة الكتابة أو الترجمة إلى اللغة الإنجليزية، عندما يكون تحديد نوع الجندر إلزاميًا بشكل عام، دون تضمين أو عرض بعض وجهات النظر حول جندر الموضوع الذي لم يكن ضروريًا ذكرها في الأصل الصيني: يمكن أن يكون الشيء نفسه صحيحًا في حالات العدد أو أسماء العلم مقابل الأسماء الشائعة. على أي حال، تسترشد الكثير من الأساطير الصينية بفكرة ازدواجية الجندر والتوازن، كما يتجلى في فكرة الين واليانغ.

## الكونيات
وجدت الأفكار المختلفة حول طبيعة الأرض والكون وعلاقتها ببعضها تاريخيًا كخلفية أو مركز للأساطير. وأحد المناظر النموذجية هو الأرض المربعة المنفصلة عن السماء المستديرة بأعمدة السماء (الجبال أو الأشجار أو غيرها). يوجد عالم النعيم فوق السماء، ويُنظر إليه غالبًا على أنه منطقة شاسعة، فيه العديد من السكان. يُعتقد غالبًا أن سكان النعيم لديهم طبيعة «كما هو فوق هو تحت»، وأن حياتهم وترتيباتهم الاجتماعية توازي تلك الموجودة على الأرض، مع حكومة هرمية يديرها إمبراطور أعلى، والعديد من القصور والمساكن الأبسط، وبيروقراطية واسعة للعديد من الوظائف والكتبة والحراس والخدم. ويوجد في الأسفل عالم سفلي شاسع، يعرف أيضًا باسم دييو والنبع الأصفر والجحيم وغيرها من المصطلحات. مع مرور الوقت، أصبحت فكرة العالم السفلي الذي تتعاقب فيه أرواح الراحلين بسبب أفعالهم السيئة خلال الحياة واضحةً، وتعلقت بالتطورات في الطاوية والبوذية. وصُوّر العالم السفلي على أنه مأهول ببيروقراطيات هائلة، مع ملوك، وقضاة، ومعذبين، وموصلي أرواح، وبيروقراطيين صغار، وأمناء تسجيل كما في هيكل المجتمع في المملكة الوسطى (الصين الأرضية).

### الأماكن والمفاهيم الأسطورية
تتضمن الأساطير الصينية جغرافية أسطورية تصف الأوصاف الأسطورية الفردية للأماكن والمعالم؛ يصل هذا أحيانًا إلى مستوى المفهوم الكوني. وصفت السمات المختلفة للتضاريس الأسطورية في الأساطير، بما في ذلك عالم النعيم فوق الأرض، وأرض الموتى تحت الأرض، والقصور تحت البحر، والعديد من المناطق أو المعالم الرائعة من الأرض، الواقعة خارج حدود الأرض المعروفة. تشمل هذه المعالم الأسطورية الجبال والأنهار والغابات والأشجار الرائعة والكهوف أو المغاور. ثم تُشكل هذه المواقع لحياة الكائنات والمخلوقات المختلفة. ومن المفاهيم المصادفة في بعض الأساطير فكرة التنقل بين الأرض والسماء بصعود الأعمدة التي تفصل بينهما ونزولها، يوجد عادةً أربعة أو ثمانية أعمدة أو عدد غير محدد من سلالم السماء هذه.

#### الاتجاهية
كانت الرموز الأربعة لعلم الكونيات الصيني: تنين الشرق أزوري، وسلحفاة الشمال السوداء، وببر الغرب الأبيض، وطائر الزنجفر من الجنوب. مثلت هذه الحيوانات الطوطمية الاتجاهات الأساسية الأربعة، مع العديد من الرموز والمعتقدات المرتبطة بها. افترض أيضًا أن الاتجاه الرئيسي الخامس: الوسط الذي يمثل إمبراطور الصين، والموجود في وسط مملكته الوسطى (زونغ جو، أو الصين). كان عدد السكان الحقيقيين أو الأسطوريين الذين يقيمون مساكنهم في هذه النقاط الرئيسية كبيرًا، كما هو الحال في الأساطير المرتبطة بها.